# Hibiscus hundtii
Hibiscus hundtii là một loài thực vật có hoa trong họ Cẩm quỳ. Loài này được Exell & Mendonça mô tả khoa học đầu tiên năm 1936.